# Pedra dura

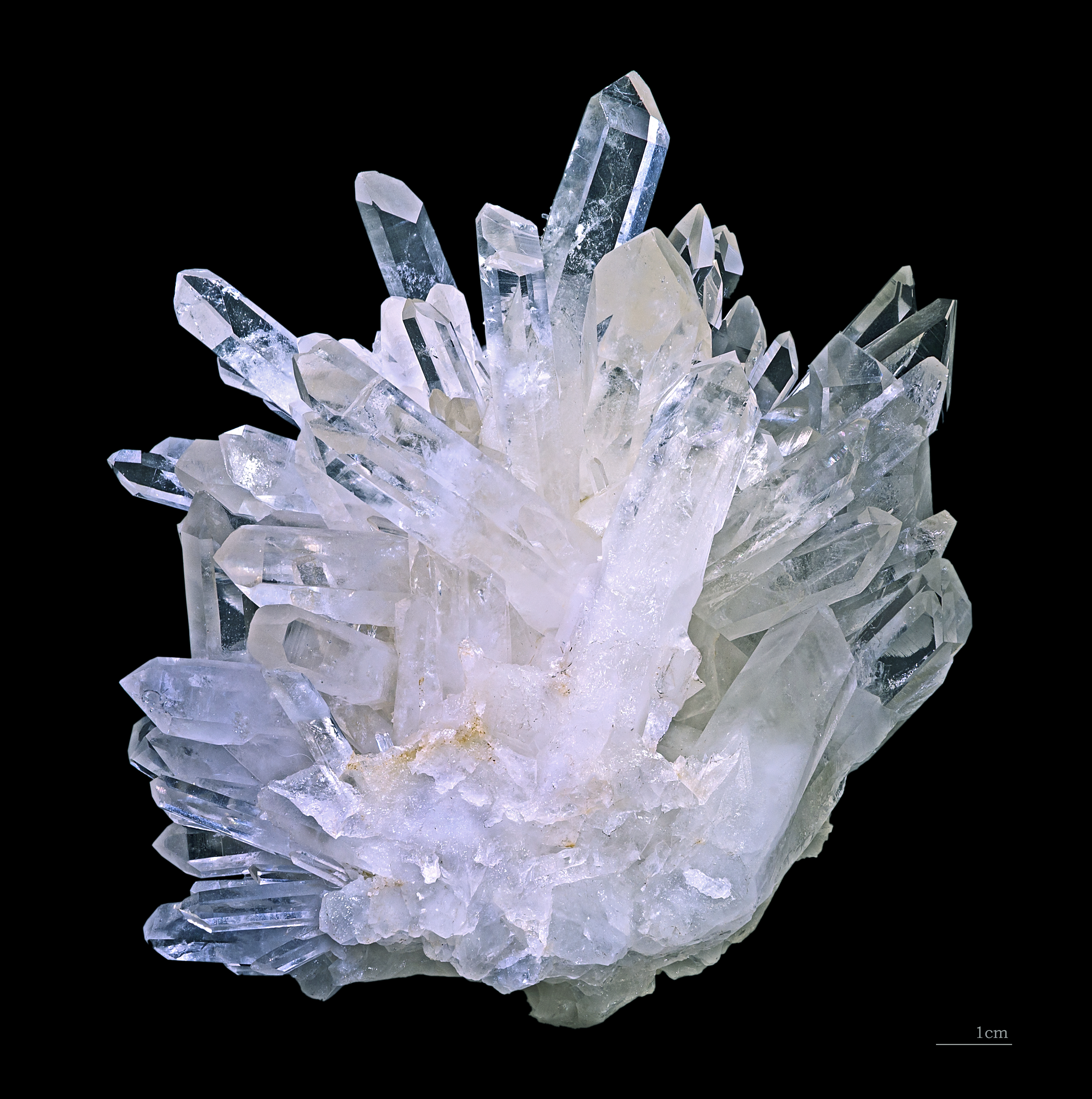
Tipus de pedra dura, el quars

Una pedra dura és aquell tipus de mineral o roca amb una resistència a ser ratllats per altres cossos és superior a 7, segons l'escala decimal de Mohs, inventada per Friedrich Mohs. Aquesta escala es realitza disposant deu minerals en ordre de duresa creixent, de tal manera que aquells situats a un nivell superior sempre poguessin ratllar els situats als nivells inferiors. En la terminologia artística, el nom “pedres dures” s'utilitza com a nom genèric per a descriure una gran varietat de pedres compactes, opaques, de colors brillants i susceptibles a un bon polit.
La duresa del material dependrà de la composició de la roca, per exemple el quars és el mineral que més duresa proporciona. També dependrà del seu pes específic, és a dir, com més pes, més duresa, i de la seva estructura i textura, les roques amb un gra més fi són les més dures, així com les compactes i cristal·lines.
Les pedres dures van ser molt utilitzades en joieria, en el treball decoratiu, així com en arquitectura, independentment del seu grau de duresa. Des del Renaixement van ser àmpliament utilitzades en la fabricació de mosaics, amb la funció d'ornamentar les superfícies dels mobles de luxe.

## Tècniques i usos
Les pedres dures s'utilitzaven per al revestiment de parets, terres, sostres, també per a la realització d'objectes artístics, camafeus, joies, mosaics, etc. En el mobiliari va ser un element decoratiu indispensable. De tècniques hi ha la talla, el polit, l'abrillantament i la marqueteria/incrustació.
Les peces més destacades realitzades amb pedres dures es feien sobre el mobiliari. La tècnica emprada era l'anomenada marqueteria/incrustació de pedres dures.

### Marqueteria/incrustació de pedres dures

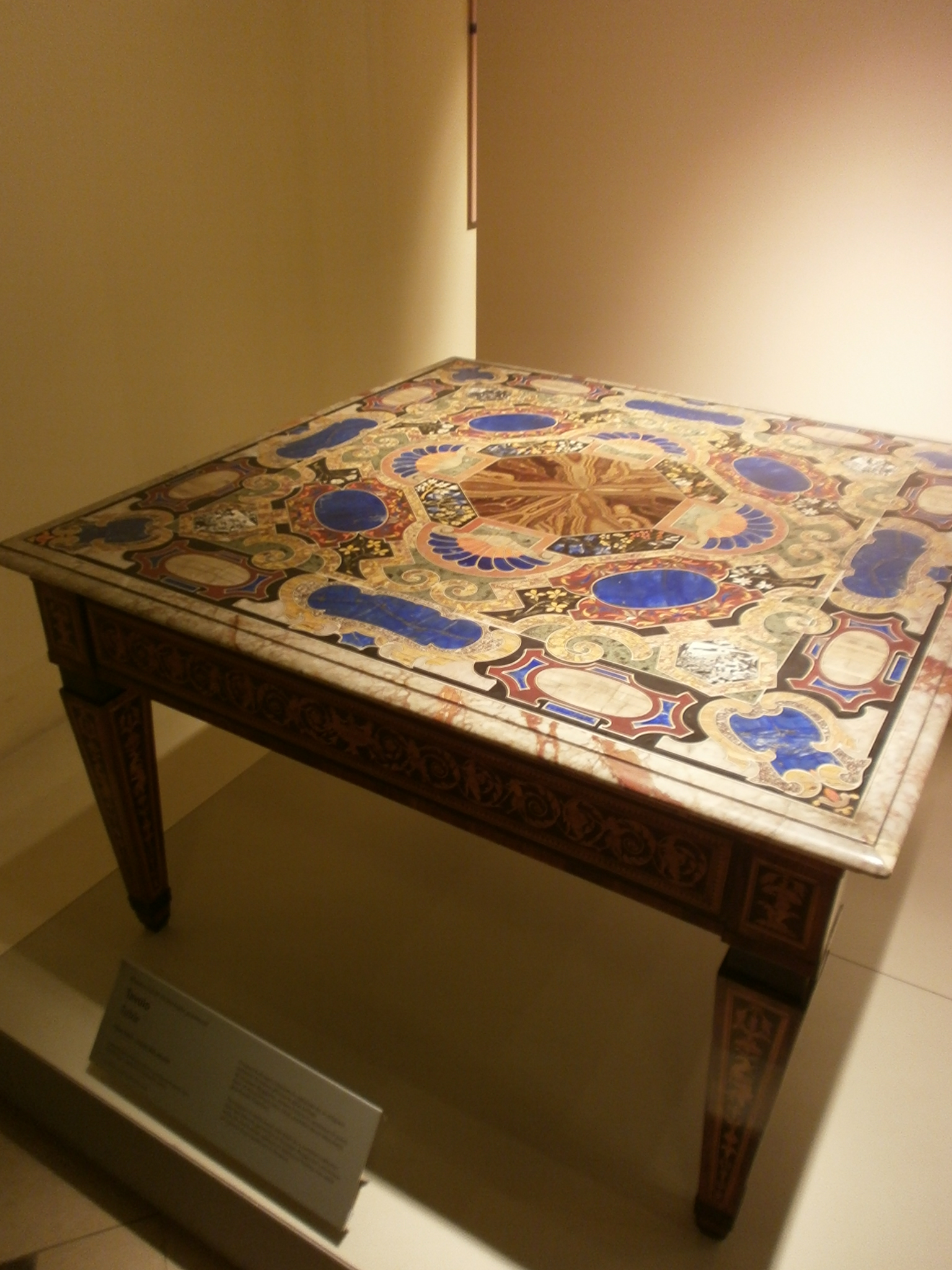
Taula de finals del on es dona una combinació de noguera i marqueteria de pedres dures.

Aquesta tècnica consistia, en primer lloc, en realitzar un disseny del dibuix que anàvem a reproduir amb pedra. A continuació, se seleccionaven els materials que s'anaven a utilitzar, escollint les pedres més adequades. Després se seleccionaven els fragments que lligaven amb el model proporcionat per al dissenyador, tenint en compte els colors de la pedra, la direcció de la veta, etc.
A continuació, es procedia al tall de les làmines de pedra. Aquesta operació, que era força complicada per la duresa de les pedres, es realitzava amb una serra de pèl metàl·lic i una barreja abrasiva. Un cop estan tallats els fragments, es repassaven amb una llima, per a retocar els talls oblics, i així deixar les línies d'unió tan subtils com sigui possible.
Un cop teníem totes les làmines preparades, es fixaven entre si mitjançant un adhesiu, generalment s'utilitza una barreja de cera d'abella i colofònia. L'encaix obtingut es col·locava sobre una base comuna, que s'encarregava de donar la solidesa necessària. Generalment s'utilitzava la pissarra, que és lleugera i porosa.
Un cop la cola està ben seca s'inicia el treball de polimentació. Per això s'utilitza sorra de sílice o esmeril de gra gruixut i aigua, aquests abrasius es col·loquen sota un pla metàl·lic, de ferro o bronze. Aquesta planxa es mou fins que la pedra dura obtingui el nivell desitjat. Aquesta operació s'ha d'anar repetint, però en aquest cas s'utilitzarà blocs d'àgata. L'àgata, a diferència del metall, és més dura i durant aquest procés va triturant l'esmeril. Cada cop s'haurà d'insistir amb un esmeril més fi, fins a obtenir una superfície opaca, però llisa i uniforme.
Quan es comencen a veure els colors i la brillantor, es procedeix a realitzar l'última fase, l'abrillantat. Generalment s'utilitza una tela gruixuda encolada a un pla de fusta i es va insistint amb abrasius més fins, sempre barrejats amb aigua.
En el poliment final s'utilitzen abrasius més fins com el trípoli blanc (substància sílice natural), que s'aplica inclús en sec sobre una tela o un paper o sobre un filtre humit. És important que aquest procés es realitzi en un ambient lliure de pols, ja que inclús les partícules més fines poden provocar ratllades irreversibles.

### Talla de pedres dures

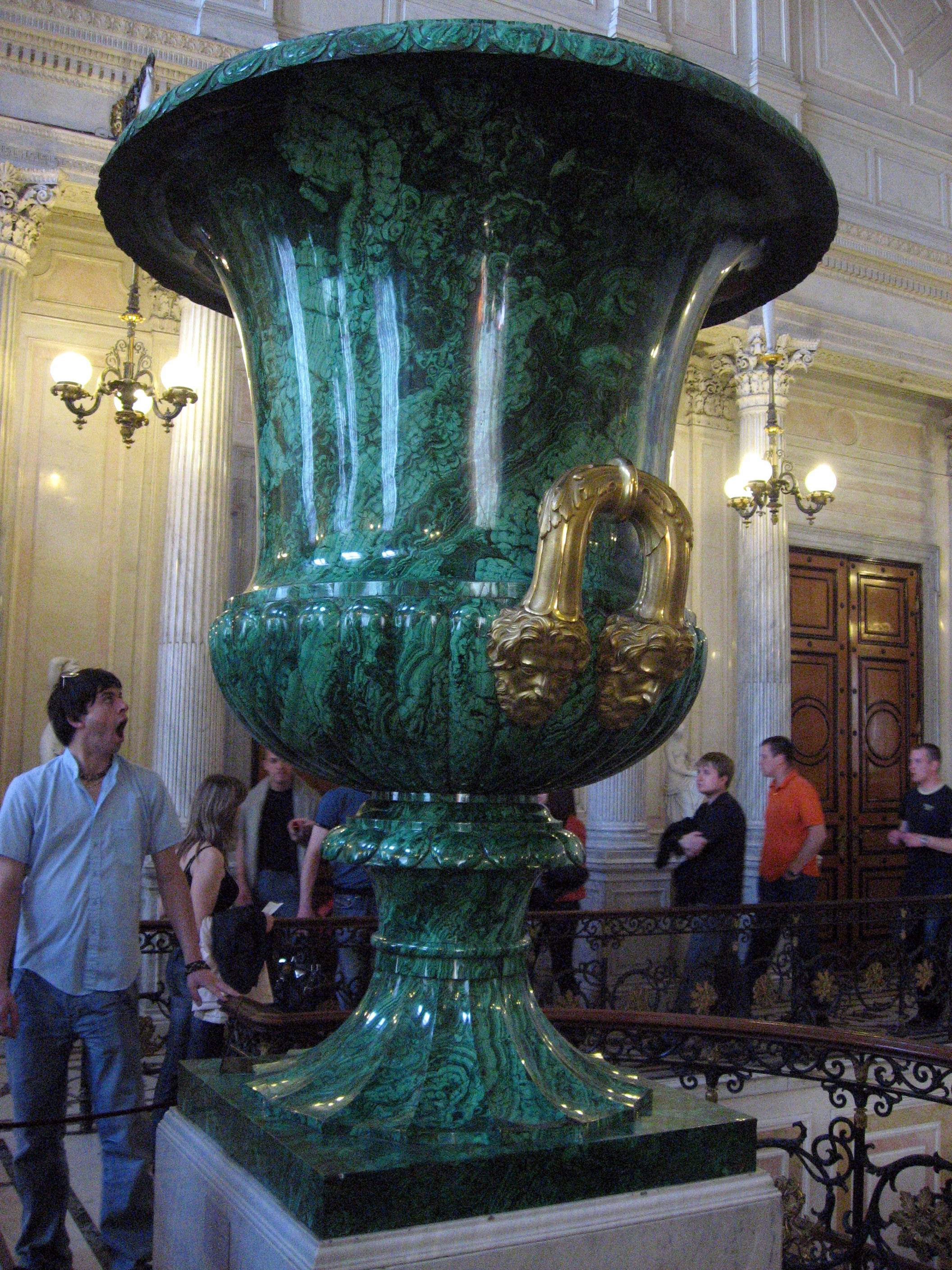
Gerro neoclàssic fet de malaquita al Palau Hermitage, Sant Petersburg

Una altra tècnica indispensable per al treball de les pedres dures és la talla. Des de l'antiguitat les pedres dures es tallaven a mà utilitzant materials més durs que l'objecte que es treballava. Moltes vegades s'utilitzava el corindó, que es talla només amb el diamant. Existeix una eina, que s'utilitza per a peces petites, que consisteix en uns bastons que en la punta tenen encastats diamants.
Hi ha un mineral, que no té cap bellesa ornamental però que és fonamental en el treball de les pedres dures, aquest és l'esmeril, de color negre, es coneix des de l'antiguitat, s'extreia de les mines de l'arxipèlag grec i en Àsia Menor.
L'esmeril, l'aigua i les eines de ferro són les úniques coses que es necessiten per treballar les pedres dures. El pèl de ferro es banya en aigua perquè el pols d'esmeril s'adhereixi bé, convertint el pèl de ferro en una eina tallant. En exercir una pressió sobre el pèl, el pols d'esmeril gira, s'enfilen en la pedra i la desgasten. Com més fi sigui el pèl millor serà el tall.